# 파라다이스 목장
《파라다이스 목장》은 2011년 1월 24일부터 2011년 3월 15일까지 방영된 SBS 월화 미니시리즈로, 전편이 사전제작되었는데 《천사의 유혹》이후 8시 50분 편성된 월화 미니시리즈들이 대거 "무늬만 외주제작"(제작사가 연기자 섭외와 제작비 관리만 할 뿐 책임PD 조연출 스태프 등 대부분은 SBS 직원이었음)이었던 데 비해 《커피하우스》(표민수)에 이어 두 번째로 프리랜서 PD(김철규)가 연출을 맡았다.
한편, 음악 그룹 동방신기의 심창민과 이연희가 주연을 맡아 화제를 모았지만 기대 이하의 성적에 그쳤다.
아울러, 당초 《열혈 장사꾼》후속 KBS 2TV 주말 특별기획 드라마로 편성될 예정이었으나 KBS가 이 작품의 후속작인 《명가》부터 주말 특별기획 드라마를 1TV 주말 밤 9시 40분으로 편성하면서 불발됐으며 우여곡절 끝에 SBS에서 8시 55분 월화 미니시리즈로 간신히 편성됐다.

## 줄거리
제주도의 아름다운 자연을 주 배경으로 젊은이들의 일과 사랑을 그린 작품으로 경쾌한 스토리와 아름다운 음악이 조화된 로맨틱 성장 멜로 드라마다.

## 등장 인물

### 주요 인물
- 이연희 : 이다지 역 - 말 전문 수의사
- 심창민 : 한동주 역 - 동인그룹 후계자, D.I 리조트 본부장
- 주상욱 : 서윤호 역 - 프렌즈그룹 해외투자담당 리조트 개발 전문가
- 유하나 : 박진영 역 - 인테리어 디자이너

### 다지의 주변 인물
- 천호진 : 이억수 역 - 다지의 아버지, 조련사
- 임수향 : 이다은 역 - 다지의 동생

### 동주의 주변 인물
- 장용 : 한석상 역 - 동주의 할아버지
- 안석환 : 한태만 역 - 동주의 아버지
- 나영희 : 이복심 역 - 동주의 어머니
- 이시언 : 이 비서 역

### 윤호의 주변 인물
- 박수현 : 백인수 역 - 윤호의 개인 비서, 절친한 대학 선배

### 진영의 주변 인물
- 조성하 : 박 회장 역 - 진영의 아버지
- 송유현 : 유송이 역 - 진영의 직장 선배

### 목장마을 사람들
- 이두일 : 심수봉 역 - 비어파라다이스 사장
- 윤예희 : 강양자 역 - 종대의 어머니, 비어파라다이스 주방장
- 최종윤 : 방종대 역 - 동주와 다지의 동창, 러브러브 승마장 주인
- 정은표 : 양 사장 역 - 삐리리-포레스트 마주

### 그 외 인물
- 윤지민 : 지밀혜 역 - 윤호의 부인
- 송경의 : 동사무소 직원 역
- 최윤준 : 목장을 팔려는 남자 역
- 박규점 : 이복심 측 변호사 역
- 이종래 : 동인그룹 이사 역
- 김건호 : 마주 역
- 윤갑수 : 말 관리하는 남자 역
- 정희태 : 진영의 회사 대표 역
- 서지연 : 리조트 직원 역
- 단강호 : 공인중개사 역
- 김광인 : 의사 역
- 한춘일 : 마주 역
- 이현직 : 인테리어 회사 직원 역
- 전성애 : 리조트 상대로 시위 하는 여자 역
- 김선은 : 윤호의 동창 역
- 김영옥 : 엄 할머니 역
- 최성웅 : 엄 할머니의 남편 역
- 전해룡 : 동인그룹 임원 역
- 강철성 : 수의사 역
- 김대성 : 마주 역
- 구본석 : 지밀혜에게 작업거는 남자 역
- 주부진 : 화투치는 할머니 역
- 차성훈 : 승마대회 진행자 역
- 이성주 : 포크레인 기사 역
- 이정성 : 동물병원 팀장 역

### 특별출연
- 진태현 : 강 박사 역 (1화)
- 수영 : 한태만의 비서 역 (3화)

## 참고 사항
- 《파라다이스 목장》 후속으로 《왓츠업》을 편성할 예정이었으나 이 작품을 끝으로 9시 월화드라마가 폐지되면서 무산됐었고 2011년 개국한 종합편성채널 MBN으로 이동하여 편성했다.[5]

## 시청률
최저 시청률과 최고 시청률은 시청률 조사회사와 지역별로 시청률에 차이가 있을 수 있습니다.
| 2011년 | 2011년   | 2011년         | 2011년       | 2011년         | 2011년       |
| 회차   | 방송일   | TNmS 시청률    | TNmS 시청률  | AGB 시청률     | AGB 시청률   |
| 회차   | 방송일   | 대한민국(전국) | 서울(수도권) | 대한민국(전국) | 서울(수도권) |
| ------ | -------- | -------------- | ------------ | -------------- | ------------ |
| 제1회  | 1월 24일 | 7.8%           | 9.1%         | 9.7%           | 10.6%        |
| 제2회  | 1월 25일 | 7.4%           | 9.0%         | 9.4%           | 10.7%        |
| 제3회  | 1월 31일 | 7.7%           | 10.2%        | 8.9%           | -            |
| 제4회  | 2월 1일  | 6.2%           | 8.0%         | 7.8%           | -            |
| 제5회  | 2월 7일  | 7.4%           | 9.4%         | 8.6%           | -            |
| 제6회  | 2월 8일  | 7.0%           | 8.9%         | 8.6%           | 9.9%         |
| 제7회  | 2월 14일 | 6.4%           | 9.2%         | 8.6%           | 10.6%        |
| 제8회  | 2월 15일 | 6.6%           | 8.6%         | 9.7%           | 11.3%        |
| 제9회  | 2월 21일 | 6.3%           | 8.7%         | 9.3%           | 10.2%        |
| 제10회 | 2월 22일 | 6.0%           | 8.6%         | 8.3%           | 9.7%         |
| 제11회 | 2월 28일 | 6.3%           | -            | 9.3%           | -            |
| 제12회 | 3월 1일  | 7.0%           | 8.9%         | 10.3%          | 11.5%        |
| 제13회 | 3월 7일  | 6.8%           | 7.5%         | 9.5%           | 11.2%        |
| 제14회 | 3월 8일  | 6.9%           | 7.7%         | 9.0%           | 10.2%        |
| 제15회 | 3월 14일 | 5.5%           | 8.4%         | 7.7%           | 8.8%         |
| 제16회 | 3월 15일 | 5.6%           | 7.9%         | 8.4%           | 9.5%         |